# Romboclasio
Il romboclasio (simbolo IMA: Rbc) è un minerale della famiglia dei "solfati" con composizione chimica (H5O2)Fe3+(SO4)2 • 2H2O).

## Etimologia e storia
Il nome del minerale deriva dal latino rombus ('rombo') e dal greco κλάσις ('klasis', frattura, rottura), in allusione alla sfaldatura e alla forma cristallina.

## Classificazione
La classica nona edizione della sistematica dei minerali di Strunz, aggiornata dall'Associazione Mineralogica Internazionale (IMA) fino al 2009, elenca il romboclasio nella classe "7. Solfati (selenati, tellurati, cromati, molibdati, tungstati)" e da lì nella sottoclasse "7.C Solfati (selenati, ecc.) senza anioni aggiuntivi, con H2O"; questa viene più finemente suddivisa in base alla dimensione dei cationi coinvolti, in modo tale che il romboclasio possa essere trovato nella sezione "7.CB Con soltanto cationi di media dimensione" dove è l'unico membro del sistema nº 7.CB.55.
Tale classificazione rimane invariata anche nell'edizione successiva, proseguita dal database "mindat.org" e chiamata Classificazione Strunz-mindat, nella quale il romboclasio è nel sistema 7.CB.55 in compagnia di coquimbite, paracoquimbite e raisaite.
Nella Sistematica dei lapis (Lapis-Systematik) di Stefan Weiß il romboclasio è elencato nella classe dei "solfati, cromati, molibdati e tungstati" e da lì nella sottoclasse dei "solfati idrati, senza anioni estranei", all'interno di questa si trova nella sezione dei minerali con "cationi di medie dimensioni" dove forma il sistema nº VI/C.08 insieme a aluminocoquimbite, alunogeno, coquimbite, lausenite, kornelite,meta-alunogeno, paracoquimbite e quenstedtite.
Anche la classificazione dei minerali secondo Dana, usata principalmente nel mondo anglosassone, pone il romboclasio nella famiglia dei "solfati, cromati e molibdati"; qui è nella classe degli "acidi idrati e solfati" e nella sottoclasse con lo stesso nome, dove è l'unico membro del sistema nº 29.01.01.

## Abito cristallino
Il romboclasio cristallizza nel sistema ortorombico nel gruppo spaziale Pnma (gruppo nº 62) con i parametri reticolari a = 9,724(4) Å, b = 18,333(9) Å e c = 5,421(4) Å, oltre ad avere 4 unità di formula per cella unitaria.

## Origine e giacitura
Il romboclasio è un raro minerale secondario formatosi per alterazione della pirite, soprattutto in climi aridi; la paragenesi è con alotrichite, calcantite, copiapite, epsomite, melanterite, pirite, römerite, szomolnokite e voltaite.
Il romboclasio è raro; è stato rinvenuto in non molti siti sparsi per il mondo e in scarse quantità. Qui si ricorda solo la sua località tipo, Smolník (regione di Košice, in Slovacchia).

## Forma in cui si presenta in natura
Il romboclasio si presenta in cristalli tabulari sottili con altre forme modificatrici note, che conferiscono un contorno rombico, di dimensioni fino a 2 cm. Il minerale è trasparente con lucentezza da semi vitrea a perlacea; il colore può essere blu, bianco, giallo, verde chiaro, grigio, ma può essere incolore, così come è incolore alla luce trasmessa. Il colore del suo striscio è sempre bianco.

## Caratteristiche
Il romboclasio, insieme alla mejillonesite (NaMg2(PO3OH)(PO4)(OH) • H5O2) è l'unico minerale a presentare nella sua composizione l'acqua cristallina legata nella forma cationica H5O+2: questi cationi sono detti cationi Zündel (in onore del fisico tedesco Georg Zündel).